# Mike Kennedy (jégkorongozó, 1953)
Michael Gary Kennedy (Toronto, Ontario, 1953. november 21. –) kanadai profi jégkorongozó.

## Pályafutása
Komolyabb junior karrierjét az Ontario Hockey Association-es Kitchener Rangersben kezdte 1970-ben. Ebben a junior csapatban 1973-ig játszott. Az 1973-as NHL-amatőr drafton a New York Islanders kiválasztotta a 8. kör 113. helyén. Szintén kiválasztotta őt az 1973-as WHA-amatőr drafton a Winnipeg Jets a 10. kör 121. helyén. Sem a National Hockey League-ben, sem a World Hockey Associationban nem játszott. Felnőtt pályafutását a Central Hockey League-es Fort Worth Texansban kezdte 1973 végén. Három szezon után az International Hockey League (1945–2001)-es Muskegon Mohawksba került majd a North American Hockey League-es Erie Bladesbe. Végül az OHA-Sr.-es Cambridge Hornetsből vonult vissza 1977-ben.